# Перес, Соня
Соня Перес (ивр. סוניה פרס‎, урождённая Гельман; 27 марта 1923, Мизоч, Польша (ныне — Украина) — 20 января 2011, Тель-Авив, Израиль) — супруга президента и премьер-министра Израиля Шимона Переса. Первая леди Израиля (супруга президента) с 2007 по 2011 год.

## Биография
Соня Гельман родилась в 1923 году в Польше, а в 1927 году вместе с родителями репатриировались в Страну Израиля (в то время — подмандатная Палестина). Семья поселилась в молодёжной деревне Бен-Шемен. Там Соня окончила школу и получила аттестат зрелости.
Во время Второй мировой войны Соня записалась добровольцем в британскую армию. Служила медсестрой в полевом госпитале на территории Египта, принимала участие в боевых действиях в Европе в качестве водителя грузовика. После возвращения в подмандатную Палестину жила и работала в кибуце Алумот, одним из основателей которого был Шимон Перес. 1 мая 1945 года они поженились. Через два года у них родилась дочь Цвия (Цики). Вскоре Шимон получил назначение в министерство обороны, и семья перебралась в Тель-Авив. Там родились сыновья Йонатан (Йони) и Нехамия (Хеми).
Первое время Соня охотно играла роль жены политического деятеля, активно посещая светские рауты и сопровождая мужа в рабочих поездках. С годами она стала появляться на публике все реже и реже, предпочитая оставаться в тени своего супруга. Избегая внимания общественности, Соня активно занималась благотворительностью, уделяя особое внимание семьям погибших воинов. В одном случае после смерти вдовы погибшего воина Соня взяла под свою опеку её детей, и они даже жили в течение определённого периода в резиденции премьер-министра. Однако Соня не хотела предавать гласности информацию о своей благотворительной деятельности, поэтому многое делалось тайно и анонимно.
В 2007 году Соня была решительно против того, чтобы Шимон Перес выдвигался на пост президента Израиля, а после того, как он был избран, отказалась переезжать с ним из Тель-Авива в Иерусалим и не появлялась на официальных церемониях.
20 января 2011 г. Соня Перес скончалась в возрасте 87 лет. Она умерла в окружении родных в своей квартире. По словам родных Сони Перес, она была против пышных похорон и траурной церемонии, объясняя это тем, что их семье и без того хватает внимания общественности. Соня пожелала быть похороненной в Бен-Шемене — там, где прошла счастливая пора её юности.

## Личная жизнь
Со своим будущим мужем Шимоном Пересом (в то время Перским) Соня познакомилась в 1942 году в молодёжной деревне Бен-Шемен, где она училась. «Соня очаровала Шимона своей красотой, мягким характером и необычайной искренностью, — пишет биограф Шимона Переса Михаэль Бар-Зохар. — Он преодолел стеснительность и заговорил с ней первым. Она стала приезжать к Шимону на аванпост, который он охранял, а тот, в свою очередь, пытался произвести на неё впечатление чтением стихов при луне». Затем Шимон уехал создавать кибуц Алумот, а Соня продолжала учёбу в молодёжной деревне, а затем записалась добровольцем в британскую армию и принимала участие в боевых действиях Второй мировой войны. В этот период Соня и Шимон поддерживали связь в основном по переписке. Вернувшись в подмандатную Палестину, Соня стала членом кибуца Алумот, одним из основателем которого была Шимон Перес. 1 мая 1945 года они сыграли свадьбу. У Сони и Шимона было трое детей и восемь внуков.
В своей книге «Отроческие записки» («Тьютат неурим») Шимон Перес описывал Соню как единственную любовь всей своей жизни: «Всю свою жизнь я чувствовал себя влюбленным. Моя любовь была целостной, полной, расцвеченной яркими красками воображения. Единственная женщина, которую я неизменно любил все эти годы, казалась мне воплощением совершенства до такой степени, что я сам себе казался недостойным её. Я с трудом преодолел свою робость, чтобы с ней объясниться, и с тех пор моя возлюбленная стала моей верной спутницей». Несмотря на то, что их брак продолжался более 70 лет, в последнее время Шимон Перес и Соня жили раздельно. В интервью газете «Едиот ахронот» президент Перес рассказал о жизни вдали от жены: «Да, иногда я чувствую себя очень одиноко, да, запах дома, её куриный суп, её компот, я скучаю по ней. И это не меняется». Относительно решения Сони жить отдельно он сказал: «Семейные отношения начинаются не с куриного супа, у нас есть дети, внуки, правнуки. Когда вам 16, вы отличаетесь от человека, которому 87 лет. Почему мы должны это скрывать? Мы жили вместе 70 лет. Я очень уважаю её и её пожелания. Но так же как она может определить свою собственную повестку дня, так и я могу установить свой распорядок дня. Наступил момент, когда они не могут сочетаться».